# El vampiro (1871)
El vampiro (Vampyr) es un relato del autor checo Jan Neruda que fue publicado en 1871.

## Sinopsis
El narrador y su compañero se encuentran realizando una excursión que les lleva desde Constantinopla a la isla de Prinkipo. Entre los pasajeros que los acompañan en el barco se encuentra una familia polaca formada por el padre, la madre, su hija y el prometido de la misma, así como un joven dibujante griego.
La familia polaca ha viajado a Prinkipo para pasar el verano en un lugar soleado debido a la delicada salud de su hija, que se encuentra recuperándose tras una grave enfermedad. 
Al llegar a la isla y alquilar unas habitaciones en un hotel local, los excursionistas almuerzan juntos y por la tarde suben a las colinas cercanas para contemplar el paisaje soleado con una hermosa vista del mar de Mármara. El dibujante griego se les ha adelantado y se dedica a dibujar todo lo que ve.
Después de varias horas los excursionistas vuelven al hotel y se encuentran con el dibujante griego discutiendo con el hostalero antes de marcharse a su habitación. Cuando el joven polaco de la familia le pregunta quién es el dibujante éste le responde que es una figura de mal agüero a la que llaman “El vampiro”, porque siempre que dibuja a alguien muere al poco tiempo.
En ese momento la madre de la familia polaca comienza a gritar porque su hija se ha desmayado. Su prometido baja corriendo por las escaleras y se lanza sobre el dibujante griego para arrebatarle su carpeta. Los dos hombres comienzan a pelearse y los dibujos caen al suelo. En una hoja se encuentra un retrato de la joven polaca, con sus ojos cerrados.